# Petroica blavosa
La petroica blavosa (Peneothello cyanus) és un ocell de la família dels petròicids (Petroicidae).

## Hàbitat i distribució
Viu entre la malesa del bosc de les muntanyes de Nova Guinea, a menor altura que Peneothello sigillatus.